# Simon
«Simón» — харківська телерадіокомпанія. Створена у 1992 році. Транслюється на території Харкова та Харківського району у кабельних мережах та в мультиплексі MX-5 цифрової ефірної мережі DVB-Т2.
Діяльність компанії включає виробництво інформаційних, публіцистичних, просвітницьких та розважальних програм, документальних фільмів, рекламної продукції.

## Історія
Перший ефір телеканалу відбувся 12 вересня 1992 року. У той час мовлення велося у нічний час: транслювалися художні фільми та музичні кліпи.
Першим ведучим телеканалу став Вільсон Сімон Мендеш, а першими програмами — «Новини АТН», «Місце зустрічі» та «Під веселим Роджером».
З 1995 по 2008 роки телеканал Simon співпрацював з телеканалом НТВ (Росія) і ретранслював деякі інформаційні, публіцистичні та розважальні програми виробництва НТВ. Також з 2003 по 2008 роки транслював програми російських телеканалів «Муз-ТВ», «TVCi» та «Ностальгія».
У 1990-х телеканал був куплений корпорацією «СТАНК», яка належала Станіславу Дямінову, але із занепадом корпорації він перейшов до Васілія Салигіна.
Станом на 2002 рік новим власником та президентом телеканалу був Олександр Давтян.
У грудні 2008 року був замінений старий телевізійний передавач на новий збільшеної потужності. Заміна передавача дозволила значно покращити якість прийому телевізійного сигналу і збільшити територію його поширення в Харківській області.
З 2004 року укладений контракт з компанією Gfk Україна на використання програмного забезпечення та отримання даних для проведення медіа-досліджень, а саме для аналізу аудиторії телеканалів, програм і реклами, а також планування й оптимізації рекламних кампаній. Довгий час Телерадіокомпанія «Simon» була єдиною регіональною телекомпанією в Україні, що уклала подібний контракт з компанією Gfk Україна.
Станом на 2007 рік телеканал входив до медіа-холдингу, який об'єднував також газету, 6 радіостанцій, службу новин та інтернет-портал.
З 2009 по 2012 роки Simon ретранслював телеканал «ТВі».
У 2011 році телекомпанія не отримала ліцензію на цифрове мовлення. Власник телеканалу Олександр Давтян заявив, що у телеканалу є ліцензія на аналогове мовлення до 2017 року, а до того часу багато що може змінитися, але у 2018 році телеканал отримав ліцензію на мовлення у мультиплексі MX-5 цифрової ефірної мережі DVB-T2.
На початку 
повномасштабного вторгнення Росії в Україну у лютому 2022 року телеканал призупинив мовлення у DVB-T2.

## Співробітники
- Голова правління — Геннадій Ткаченко[9]
- Бухгалтер — Оксана Панчехіна[9]

## Канали/передавачі

### Телебачення
- ліцензія — НР № 1492-м від 16.07.2003 по 16.07.2017 (з 06:00 по 00:00)
- ліцензія — НР № 1493-м від 16.07.2006 по 16.07.2020 (з 00:00 по 06:00)
- № каналу або частота — 28
- тип — ТВК
- місцезнаходження — м. Харків
- потужність — 0,5000 кВт
- оператор ТОВ «Телерадіокомпанія „СІМОН“»
- адреса — вул. Дерев'янка, буд. 1-а, м. Харків, Україна
- територія розповсюдження — м. Харків та Харківський район

### Радіомовлення
- ліцензія — НР № 1491-м від 17.04.2002 по 18.04.2016
- № каналу або частота — 106,6
- тип — МГц
- місцезнаходження — м. Харків
- потужність — 0,5000 кВт
- оператор — ТОВ «Телерадіокомпанія „СІМОН“»
- адреса — вул. Трінклера, буд. 2, м. Харків, Україна
- територія розповсюдження — м. Харків та прилеглі райони

## Скандали
У 2014 році один із засновників компанії Ігор Байша засвітився в т. зв. «Зверненні 100», де разом з кількома харківськими сепаратистами повторював російські пропагандистські штампи про утиски, побиття і арешти новою владою журналістів «за одну лише підозру в сепаратизмі» і закликав Путіна на допомогу.